# WASP-1b
WASP-1b є екзопланетою, що обертається навколо зорі WASP-1, яка розташована на відстані близько 1000 світлових років від Землі у напрямку сузір'я Андромеди. Щоб завдячити місцевій підтримці проекту на обсерваторії Ла Пальма, відкривачі дали цій планеті ім'я Garafia-1.

## Орбіта та маса
Маса та радіус планети вказують на те, що вона є газовим гігантом з хімічним складом елементів схожим дото того, що ми спостерігаємо у Юпітера. На відміну від Юпітера, WASP-1b розташована дуже близько до своєї зорі й тому належить до класу планет відомих як гарячі Юпітери.
WASP-1 b було відкрито методом транзиту під час проекту СуперWASP, іменем якого названі відкриті зорі та їхні планети. Досліджуючи варіації променевої швидкості отриманої з аналізу спектральних ліній зорі WASP-1 науковцям вдалося виявити присутність невидимої планети WASP-1b та визначити її масу.

## Див.також
- HD 209458 b
- WASP-2b
- WASP-3b
- СуперWASP
- HATNet Проект або HAT
- Перелік екзопланет